# Dubai Tennis Championships 2006 - Qualificazioni singolare maschile
Le qualificazioni del singolare maschile del Dubai Tennis Championships 2006 sono state un torneo di tennis preliminare per accedere alla fase finale della manifestazione. I vincitori dell'ultimo turno sono entrati di diritto nel tabellone principale. In caso di ritiro di uno o più giocatori aventi diritto a questi sono subentrati i lucky loser, ossia i giocatori che hanno perso nell'ultimo turno ma che avevano una classifica più alta rispetto agli altri partecipanti che avevano comunque perso nel turno finale.
Le qualificazioni del torneo Dubai Tennis Championships  2006 prevedevano 16 partecipanti di cui 4 sono entrati nel tabellone principale.

## Teste di serie
1. Assente
2. Janko Tipsarević (Qualificato)
3. Oliver Marach (primo turno)
4. Jean-René Lisnard (primo turno)

1. Ivo Klec (primo turno)
2. Giorgio Galimberti (ultimo turno)
3. Paolo Lorenzi (ultimo turno)
4. Lars Übel (ultimo turno)

## Qualificati
1. Younes El Aynaoui
2. Janko Tipsarević

1. Ivo Klec
2. John van Lottum

## Tabellone

### Legenda
| - Q = Qualificato - WC = Wild card - LL = Lucky loser | - ALT = Alternate - SE = Special Exempt - PR = Protected Ranking | - w/o = Walkover - r = Ritirato - d = Squalificato |

### Sezione 1
|  | Primo turno       | Primo turno               | Primo turno               | Primo turno | Primo turno |  |  | Ultimo turno | Ultimo turno       | Ultimo turno       | Ultimo turno | Ultimo turno |  |
|  |                   |                           |                           |             |             |  |  |              |                    |                    |              |              |  |
|  | Younes El Aynaoui | Younes El Aynaoui         | Younes El Aynaoui         | 6           | 6           |  |  |              |                    |                    |              |              |  |
|  | Viktor Bruthans   | Viktor Bruthans           | Viktor Bruthans           | 2           | 2           |  |  |              | Younes El Aynaoui  | Younes El Aynaoui  | 6            | 6            |  |
|  | 6                 | Giorgio Galimberti        | Giorgio Galimberti        | 6           | 6           |  |  | 6            | Giorgio Galimberti | Giorgio Galimberti | 3            | 1            |  |
|  |                   | Mahmoud-Nader Al Baloushi | Mahmoud-Nader Al Baloushi | 3           | 2           |  |  |              |                    |                    |              |              |  |

### Sezione 2
|  | Primo turno | Primo turno        | Primo turno        | Primo turno | Primo turno |  |  | Ultimo turno | Ultimo turno     | Ultimo turno | Ultimo turno | Ultimo turno |  |
|  |             |                    |                    |             |             |  |  |              |                  |              |              |              |  |
|  | 2           | Janko Tipsarević   | Janko Tipsarević   | 7           | 6           |  |  |              |                  |              |              |              |  |
|  |             | Massimo Dell'Acqua | Massimo Dell'Acqua | 69          | 2           |  |  | 2            | Janko Tipsarević | 6            | 65           | 6            |  |
|  | 7           | Paolo Lorenzi      | Paolo Lorenzi      | 6           | 6           |  |  | 7            | Paolo Lorenzi    | 2            | 7            | 3            |  |
|  |             | Abdullah Maqdas    | Abdullah Maqdas    | 4           | 2           |  |  |              |                  |              |              |              |  |

### Sezione 3
|  | Primo turno | Primo turno    | Primo turno  | Primo turno | Primo turno |  |  | Ultimo turno   | Ultimo turno   | Ultimo turno | Ultimo turno | Ultimo turno |  |
|  |             |                |              |             |             |  |  |                |                |              |              |              |  |
|  |             | Nenad Zimonjić | 3            | 7           | 6           |  |  |                |                |              |              |              |  |
|  | 3           | Oliver Marach  | 6            | 65          | 4           |  |  | Nenad Zimonjić | Nenad Zimonjić | 6            | 65           | 4            |  |
|  |             | Ivo Klec       | Ivo Klec     | 6           | 6           |  |  | Ivo Klec       | Ivo Klec       | 4            | 7            | 6            |  |
|  | 5           | George Bastl   | George Bastl | 3           | 1           |  |  |                |                |              |              |              |  |

### Sezione 4
|  | Primo turno | Primo turno       | Primo turno       | Primo turno | Primo turno |  |  | Ultimo turno | Ultimo turno    | Ultimo turno    | Ultimo turno | Ultimo turno |  |
|  |             |                   |                   |             |             |  |  |              |                 |                 |              |              |  |
|  |             | John van Lottum   | John van Lottum   | 6           | 6           |  |  |              |                 |                 |              |              |  |
|  | 4           | Jean-René Lisnard | Jean-René Lisnard | 4           | 3           |  |  |              | John van Lottum | John van Lottum | 6            | 6            |  |
|  | 8           | Lars Übel         | Lars Übel         | 6           | 6           |  |  | 8            | Lars Übel       | Lars Übel       | 4            | 4            |  |
|  |             | Karim Alayli      | Karim Alayli      | 2           | 3           |  |  |              |                 |                 |              |              |  |